# Arthur Goldstein
Arthur Goldstein (ur. 18 marca 1887 w Lipinach, zm. czerwiec 1943 w KL Auschwitz) – niemiecki dziennikarz żydowskiego pochodzenia i polityk komunistyczny.

## Życie
Goldstein wstąpił do SPD w 1914 natomiast w 1917 wstąpił do USPD, później także do Ligi Spartakusa i był jednym z członków założycieli KPD. Tam uważany był za zwolennika stanowisk antyparlamentarnych, był współzałożycielem KAPD w 1920 i przez krótki czas reprezentował ją w Komitecie Wykonawczym Kominternu w Moskwie, odpowiadał także za organ partyjny gazecie Robotnik Komunistyczny wspólnie z Karlem Schröderem i Adolfem Dethmannem. Pod pseudonimem „Stahl” był jednym z sygnatariuszy projektu programu KAPD, którego autorem był Herman Gorter. Wszedł w skład pierwszego komitetu wykonawczego KAPD. Goldstein, obok Schrödera i Dethmanna, był zagorzałym przeciwnikiem kierunku hamburskiego i jego przedstawicieli w KAPD, reprezentujących narodowy komunizm Heinricha Laufenberga i Fritza Wolffheima. Na drugiej konferencji partyjnej KAPD od 1 do 4 sierpnia 1920 w Weißensee Goldstein nakazał oddzielenie się od kierunku hamburskiego. Drugi. Światowy Kongres Międznarodówki Komunistycznej przyjął KAPD, która ponownie opuściła kraj we wrześniu 1921 r.
Goldstein został wydalony z KAPD w 1922 wraz z Karlem Schröderem jako czołowy członek ruchu w Essen. Skontaktował się z Paulem Levim, pracował nad jego magazynem „Unser Weg” i w 1923 ponownie dołączył do SPD.
W Berlinie od 1928 wraz ze Schröderem przekształcił założone przez Leviego w 1924 roku Towarzystwo Nauk Społecznych w komunistyczną organizację kadrową, która reprezentowała trzon Czerwonych Bojowników założonej w latach 1931/32, gdzie Goldstein pełnił funkcję eksperta ds. problemów ekonomicznych. Jednocześnie publikował w gazetach socjaldemokratycznych, takich jak Vorwärts i utrzymywał kontakty z innymi organizacjami lewicowymi, takimi jak trockistowska lewicowa opozycja.
W 1933, po przekazaniu władzy NSDAP, Goldstein uciekł do Paryża. Po nieudanej próbie powołania zagranicznego kierownictwa ruchu oporu Czerwonych Bojowników wstąpił do trockistowskiego IKD, którego kierownictwa na wygnaniu był tymczasowo członkiem.
Według dokumentów dostępnych w KL Auschwitz Arthur Goldstein zmarł 23 czerwca 1943 w masowym transporcie z obozu zbiorczego Drancy do Auschwitz. 

## Dzieła
- Narodowy i międzynarodowy. Krytyczne badanie komunizmu hamburskiego. Berlin 1920.

## Literatura
- Olaf Ihlau: Czerwoni Bojownicy. Przyczynek do historii ruchu robotniczego Republiki Weimarskiej i „Trzeciej Rzeszy”. Meisenheim am Glan 1969, s. 170 i nast.
- Goldstein, Artur. W: Hermann Weber, Andreas Herbst: Niemieccy komuniści. Podręcznik biograficzny 1918–1945. Wydanie drugie, poprawione i znacznie rozszerzone. Dietz, Berlin 2008, ISBN 978-3-320-02130-6 .